# Panda porno

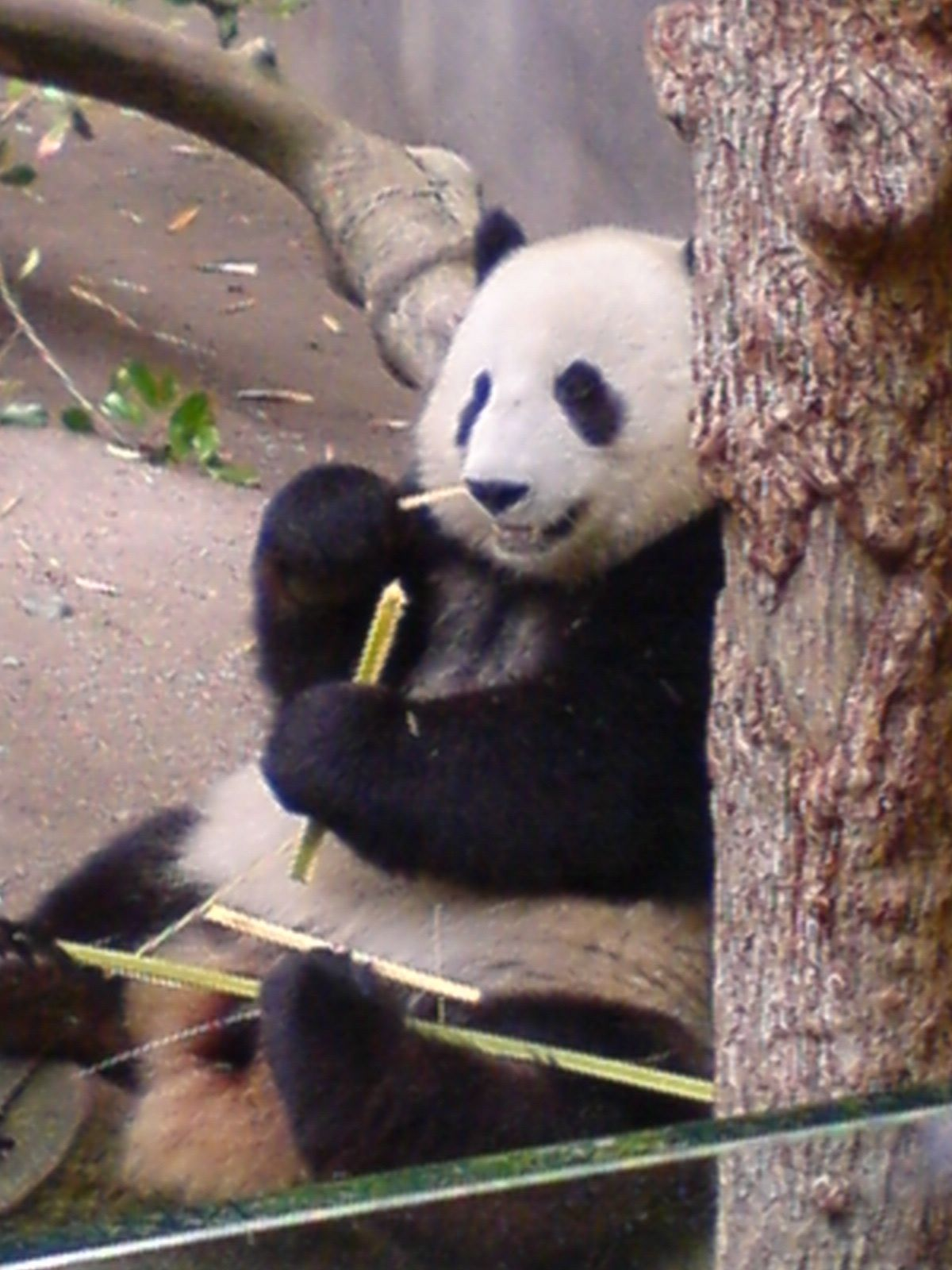
Panda en el Zoológico de Chiang MaiSan

Panda porno o en la jerga conocido por el nombre de Panda pornografía ordinariamente se refiere al cine que representa el acoplamiento de la especie Ailuropoda melanoleuca.
El fin del panda porno tiene por objeto promover la excitación sexual de los pandas gigantes que son criados en cautividad: en áreas de limitación como puede ser la de un jardín zoológico los animales normalmente no son favorables para el apareamiento, y la mayoría de las veces estos animales que viven allí están en peligro de extinción

## Historia
La raíz de este método es de Tailandia y fue popularizado por los informes de un experimento realizado en zoología: en este experimento realizado en el parque zoológico de Chiang Mai se presentaron varios pandas gigantes criados en cautiverio y una serie de videos pornográficos donde actitudina con otros pandas gigantes.

Aunque si los investigadores creen y afirman que detrás del proyecto los éxitos de apareamiento son debidos al uso de películas pornográficas para los animales, este éxito hasta ahora no se ha logrado fuera de China. Durante un período de diez meses después el inicio del experimento nacieron 31 cachorros. Otros métodos, incluyendo el uso de Viagra para estimular sexualmente el panda de momento no han tenidos éxitos.

## En la cultura popular
En 2007 el cantante y compositor Josh Groban apareció en el programa Jimmy Kimmel Live! interpretando una canción titulada Panda Love, y demostró la idea de animar los pandas con su música.